# Svanetië (gebied)

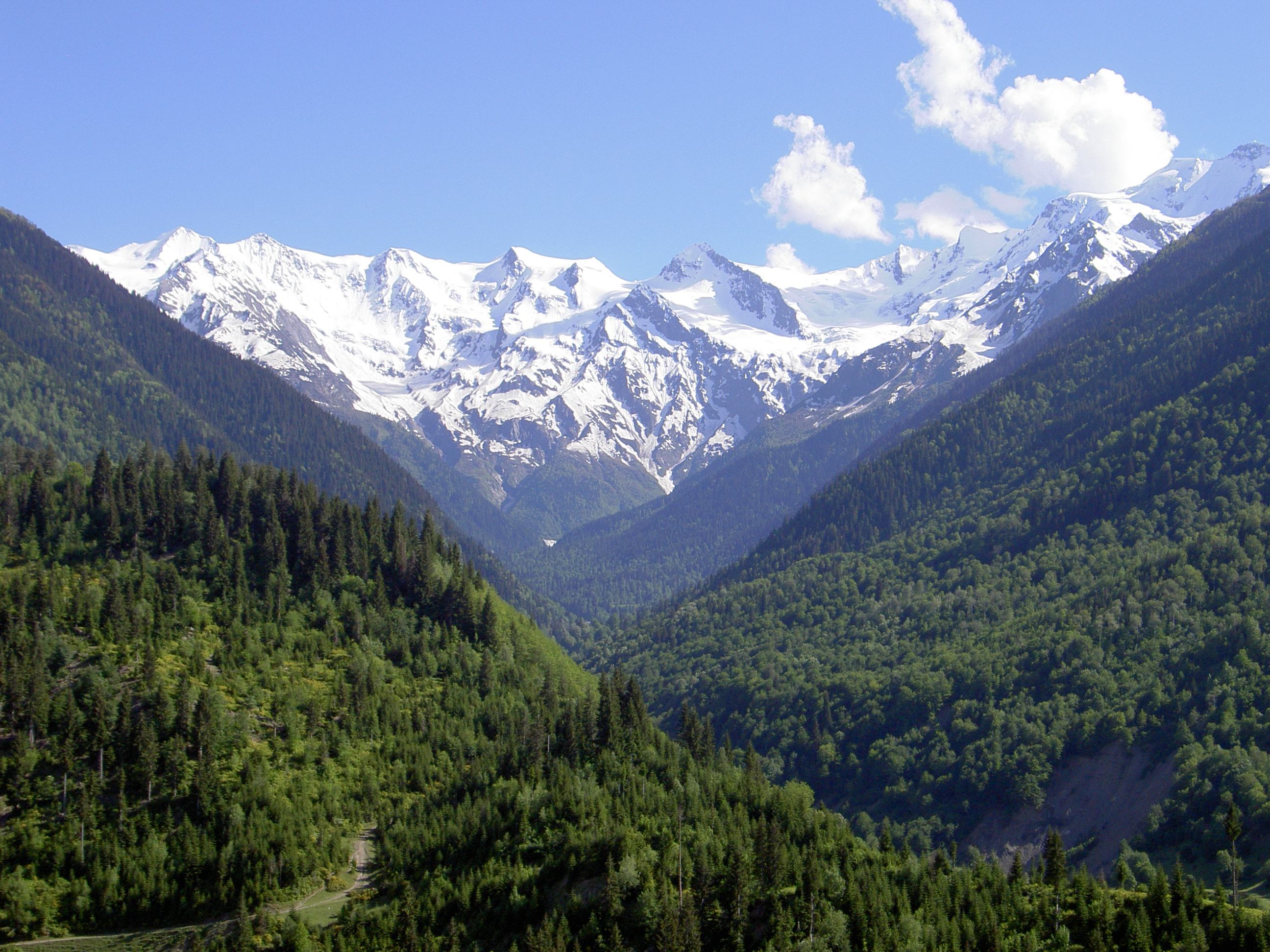
Vergezicht in Zemo-Svanetië

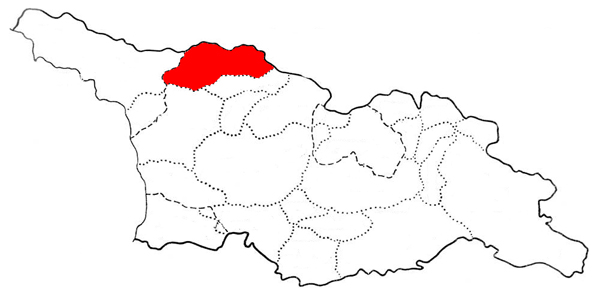
Zemo Svaneti (Boven-Svanetië)

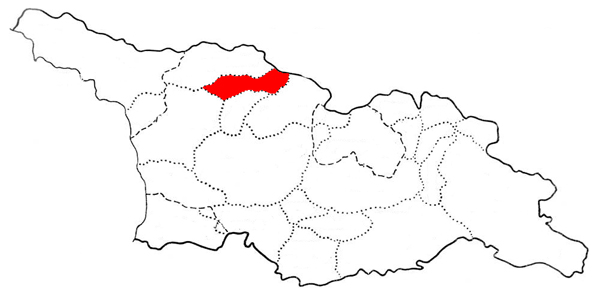
Kvemo Svaneti (Neder-Svanetië)

Svanetië (Georgisch: სვანეთი; Svaneti) is een streek en historisch vorstendom in het noordwesten van Georgië, gelegen in de Grote Kaukasus. De hoofdstad is Mestia. Tot de Russische overname van Georgië in de 19e eeuw was dit gebied het vorstendom Svanetië. Onder Russische heerschappij werd Svanetië bestuurlijk over meerdere provincies verdeeld.
In 1995 werd de streek Svanetië verdeeld over twee  regio's. Het grootste noordwestelijke deel van het gebied, Zemo Svanetië ('Boven-Svanetië'), behoort sindsdien tot Samegrelo-Zemo Svaneti en beslaat de gemeente Mestia. Het zuidoostelijke deel, Kvemo Svanetië (Neder-Svanetië), hoort bij Ratsja-Letsjchoemi en Kvemo Svaneti en beslaat de gemeente Lentechi
Boven-Svanetië werd in 1996 uitgeroepen tot Werelderfgoed door de UNESCO. Het gebied wordt bewoond door de Svaneten, een etnische subgroep van de Georgiërs.
- Nationale Bibliotheek van Letland: 000248583
- Nationale Bibliotheek van Tsjechië: ge646744
- Nationale Bibliotheek van Israël: 987007548969305171
- Virtual International Authority File: 242087957

Chevi · Chevsoeretië · Ertso-Tianeti · Goedamakari · Hereti · Kartli · Koecheti · Letsjchoemi · Mingrelië · Mtioeleti · Psjavi · Ratsja · Svanetië · Tao-Klardzjeti · Toesjeti · Trialeti